# Amidofosforribosiltransferasa
La amidofosforribosiltransferasa (o fosforribosil pirofosfato amidotransferasa) es una enzima que cataliza la conversión de fosforribosil pirofosfato (PRPP) en 5-fosforribosilamina (5PRA), mediante la escisión del grupo amino de la cadena lateral de la glutamina y su posterior transferencia al PRPP. Esta reacción es crucial en la síntesis de purinas. El gen que codifica esta enzima se localiza en el cromosoma 4, en la posición pterq21. 

PRPP
5PRA